# Dicranella pervilleana
Dicranella pervilleana är en bladmossart som beskrevs av Bescherelle 1880. Dicranella pervilleana ingår i släktet jordmossor, och familjen Dicranaceae. Inga underarter finns listade i Catalogue of Life.